# Мезехеђеш
Мезехеђеш (мађ. Mezőhegyes) је мањи град у жупанији Бекеш у Мађарској.
У Мезехеђешу се налази мађарска државна ергела (мађарски: Mezőhegyesi Állami Ménes), основана 1784. године и позната по расама коња Нониус, Фуриосо-Норт Стар и Гидран.

## Географија
Покрива површину од 155,5 km² и има популацију од 6.355 људи (2007).

## Историја
Аустријску царску и мађарску краљевску апостолску ергелу основао је цар Јосиф II крајем 1784. године у Мезехеђешу. Као резултат тога, име Мезехеђеша постало је испреплетено са концептом коња. Овде су узгајани коњи „Нониус”, касније „Гидан”, „Фуриосо” и „Северна звезда”, као и „Мезехеђеш Енглиш фул блад”. раса пунокрвни енглески Мезехеђеш био је једна од најбољих раса коња у Европи.
Наткривена сала за јахање коју је дизајнирао Јанош Хилд, која је и данас у употреби, најстарија је наткривена сала за јахање у Мађарској. Овде се посетиоцима нуде часови јахања за искусне и за почетнике. Најзначајнији догађај овде је Међународно такмичење кобила и пастува Мезехеђеш које се организује сваког јуна.
Школа која је чланица „Харуцкерн Јанош Публик Едукејшнал Институт” се налази се у Мезехеђешу у којој се подучавају тржишни и квалитетни занати засновани на аграрној традицији овог подручја: пољопривредни механичар, заваривач и зидар, а за девојчице: кројачица, социјални радник и гостионица и сеоски домаћин, надовезујући се на коњичку традицију: како тренирати коње, ковач и вођа путовања.